# 非洲各國成為殖民地年份列表
以下是一個非洲各國成為殖民地的年份列表。
| 休達             | 1415年（葡萄牙）1668年（西班牙）                         |
| 利比里亚         | 1461年（葡萄牙）1824年（美國）                           |
| 埃及             | 1517年（土耳其）1882年（英國）                           |
| 利比亞           | 16世紀中葉（土耳其）1912年（意大利）                     |
| 南非             | 1652年（荷蘭）1806年或1814年（英國）                     |
| 摩洛哥           | 1912年（法國）                                           |
| 苏丹             | 1821年（埃及、英國）                                     |
| 突尼西亞         | 1881年（法國）                                           |
|                  | 1481年（荷蘭）1896年（英國）                             |
| 几内亚           | 1890年（法國）                                           |
| 喀麦隆           | 1884年（德國）1919年（法國、英國）                       |
| 多哥             | 1884年（德國）1916年（法國、英國）                       |
| 马达加斯加       | 1895年（法國）                                           |
| 刚果民主共和国   | 1906年（比利時）                                         |
|                  | 1840年（英國）1889年（意大利）                           |
| 索馬利蘭         | 1884年（英國）                                           |
|                  | 1894年（法國）                                           |
| 尼日尔           | 1900年前或1922年（法國）                                 |
| 布吉納法索 （ ） | 1919年（法國）                                           |
|                  | 1893年（法國）                                           |
|                  | 1900年（法國）                                           |
| 中非             | 1894年（法國）                                           |
| 刚果共和国       | 1880年（法國）                                           |
| 加彭             | 1885年（法國）                                           |
| 塞内加尔         | 1850年代（法國）                                         |
|                  | 1880年（法國）                                           |
| 毛里塔尼亚       | 1912年（法國）                                           |
| 奈及利亞         | 1914年（英國）                                           |
|                  | 1808年（英國）                                           |
| 阿尔及利亚       | 17世紀（土耳其）1830年（法國）1905年（法國完全佔領）     |
|                  | 1899年（德國）1916年（比利時）                           |
| 卢旺达           | 1907年（德國）1916年（比利時）                           |
| 乌干达           | 1894年（英國）                                           |
|                  | 1895年（英國）1920年（正式成為英國殖民地）               |
| 坦桑尼亚         | 1880年（德國）1919年（英國）                             |
| 马拉维           | 1891年（英國）                                           |
| 尚比亞           | 1895年（英國公司）1924（英國）                           |
|                  | 1888年（英國）                                           |
|                  | 1885年（英國）                                           |
| 賴索托           | 1806年（英國）                                           |
| 赤道几内亚       | 1499年（葡萄牙）1778年（西班牙）                         |
| 模里西斯         | 1638年（荷蘭）1715年（英國）1814年（正式成為英國殖民地） |
|                  | 1850年代（英國）                                         |
|                  | 1915年（葡萄牙）                                         |
| 安哥拉           | 1575年（葡萄牙）                                         |
|                  | 1462年（葡萄牙發現）16世紀（葡萄牙）                     |
|                  | 1841年（法國）                                           |
| 莫桑比克         | 1505年（葡萄牙）                                         |
| 聖多美和普林西比 | 1493年（葡萄牙）                                         |
| 塞舌尔           | 1770年（法國）                                           |
|                  | 1883年（法國）                                           |
| 辛巴威           | 1888年（英國）                                           |
| 纳米比亚         | 1884年（德國）1915年（南非）                             |
| 西撒哈拉         | 1884年（西班牙）                                         |
|                  | 1890年（意大利）1962年（埃塞俄比亞）                     |
| 衣索比亞         | 1934年（意大利）                                         |
| 南蘇丹           | 1899年（埃及、英國）1956年（蘇丹）                       |
| 衣索比亞         | 1890年（意大利保護國）                                   |
| 马约特           | 1843年（法國）                                           |
| 留尼汪           | 1649年（法國）                                           |
| 休達             | 1668年（西班牙）                                         |
|                  | 1495年（西班牙）                                         |
| 馬德拉           | 1420年（葡萄牙）                                         |
|                  | 1497年（西班牙）                                         |
| 聖赫勒拿         | 1645年（荷蘭）1659年（英國）                             |
| 佩雷希爾島       | 1415年（葡萄牙）1640年（西班牙）                         |
| 格洛里厄斯群島   | 1880年（法國）                                           |
| 特羅姆林島       | 1722年（法國）                                           |